# Döbra (Selbitz)
Die Döbra ist ein Bach der bei der Ortschaft Döbra am Fuß des Döbraberges im Frankenwald entspringt. Der Bach passiert das Dorf Marlesreuth und mündet südlich des Gemeindeteiles Weidesgrün der Stadt Selbitz in den gleichnamigen Fluss.
Der Bach wurde erstmals am 28. April 1386 urkundlich erwähnt beim Verkauf der Veste Schauenstein an den Nürnberger Burggrafen Friedrich.
Der Döbrabach ist der Namensgeber sowohl für die Ortschaft Döbra als auch für Döbraberg. Ableiten lässt sich der Name entweder von slaw. *dobry für 'gut' oder von *dob´r/deb´r mit der Bedeutung 'Schlucht'.